# Ewald Tilker
Ewald Tilker   (Herford, 3 de novembre de 1911 - San Francisco, 8 de setembre de 1998) fou un piragüista alemany que va competir durant la dècada de 1930.
El 1936 va prendre part en els Jocs Olímpics de Berlín on, fent parella amb Fritz Bondroit, guanyà la medalla de plata en la competició del K-2, 1.000 metres del programa de piragüisme. En el seu palmarès també destaquen un campionat europeu de K-1 i un altre de K-2, 1.000 metres el 1934 i dos campionats alemanys, el 1934 i 1935 de K-2.